# Кливио
Клѝвио (на италиански: Clivio; на ломбардски: Cif, Чиф) е село и община в Северна Италия, провинция Варезе, регион Ломбардия. Разположено е на 468 m надморска височина. Населението на общината е 1962 души (към 2017 г.).